# Freeze Raël
Freeze Raël est un single du rappeur français Freeze Corleone extrait de l'album LMF. Le titre est certifié single de diamant par le SNEP.
Le titre de la chanson Freeze Raël fait référence à l’union du nom de l’artiste Freeze avec le nom du fondateur du mouvement raëlien “Raël”, mouvement dans lequel les adeptes croient que les êtres vivants ont été créés par des extra-terrestres. En effet, Raël qui aurait eu contact avec des extra-terrestres, se serait vu confier la mission de répandre la vérité sur Terre. L’artiste Freeze Corleone porte une attention majeure à ces théories du complot, tendance que l’on retrouve dans ses chansons. On peut faire un parallèle entre Raël, le guide de la secte et Freeze, le guide du collectif 667.

## Thématiques abordées
Dans cette intro, Freeze fait part de sa détermination à changer son mode de vie et à évoluer socialement. Il veut aussi en découdre avec le rap français en s’imposant comme la figure majeure de cet art qu’il considère comme satanique. Il utilise essentiellement des images pour faire passer son message “J’veux le biff comme The Rock”, “Faut que j’pèse comme un propriétaire de club de Liga BBVA”. Le rap français est à sa portée, il débarque et détruit la concurrence “Rap français, sur sa tête, je place le réticule”.  Par la suite, le rappeur dénonce des réalités qu’il juge injustifiables. Il s’en prend, par exemple, aux pasteurs des églises qui détournent l’argent des donateurs pour l’achat de voitures haut de gamme. “Mort aux porcs, justice pour Adama”, Freeze prend aussi la parole sur les violences policières dont celles qui ont fait suite à la mort d’Adama en 2016 lors d’un contrôle de police. Le rappeur parle aussi de sa dépendance à la drogue “Sous potion avec les xans, j’vois flou, je marche comme un zombie de Days Gone”.

## Clip Freeze Raël
Lors de la sortie de son clip Freeze Raël en 2021, une animation en 2D, Freeze Corleone remplace les paroles “J’suis partout comme Arouf” avec “Tous les jours fuck Arouf” où il vient s’affirmer sur les dramas du rappeur Arouf Gangsta qui aurait harcelé des femmes sur les réseaux sociaux et notamment sur X.

## Polémiques
Les paroles de la chanson sont en effet au cœur d'une polémique. La LICRA a trouvé les paroles de l'album, dont cette chanson, trop antisémite. 
Le titre avait été également retiré pendant une semaine de la plateforme YouTube pour "contenu incitant à la haine".

## Accueil commercial
Le titre est certifié single de diamant au bout de 2 ans.

## Classements
| Classements (2020)           | Meilleure position |
| ---------------------------- | ------------------ |
| France (SNEP)                | 2                  |
| Suisse (Schweizer Hitparade) | 28                 |